# Kozluören, Kestel
Kozluören là một xã thuộc quận Kestel, tỉnh Bursa, Thổ Nhĩ Kỳ. Dân số thời điểm năm 2011 là 427 người.